# Luidsprekerbox

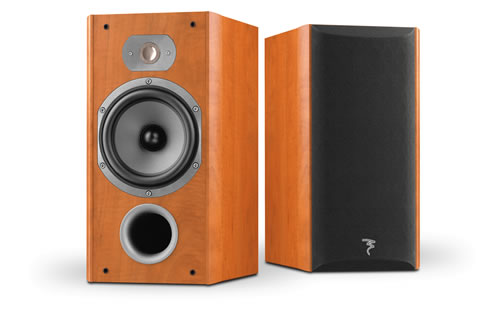
Basreflexboxen

Een luidsprekerbox is een behuizing die een of meer luidsprekers bevat voor weergave van audio. Die weergave bestaat normaal uit muziek en/of stemgeluid. Formeel is deze term niet correct, de officiële naam is luidsprekerkast.
Het doel van de box (kast, behuizing) is het isoleren van de geluidsweergave aan de voor- en achterzijde om zo een akoestische kortsluiting te voorkomen. Daarnaast zorgt de behuizing ervoor dat de losse weergevers mechanisch bevestigd kunnen worden in de kast. Ook dient de behuizing ertoe de weergavekarakteristiek van de luidsprekers positief te beïnvloeden. 
Aan de achterzijde open behuizingen:
Deze worden vaak gebruikt bij elektrische gitaarcombo's: De afmetingen kunnen verkleind worden door de randen naar achter te vouwen. Wanneer alle vier de randen van een rechthoekig klankbord worden omgezet, is het resultaat een aan de achterzijde open box. Hier doet zich echter in vergelijking met het gewone klankbord een bijzondere situatie voor wanneer de diepte van de kast ongeveer gelijk is aan een kwart van de golflengte van het door de luidspreker afgestraalde geluid. Bij deze frequentie werkt de kast als een resonator die de bewuste frequentie versterkt afstraalt.
Er bestaat een veelheid aan soorten luidsprekerbehuizingen, onder andere:
- De gesloten kast
- De basreflexkast
- De gevouwen hoorn
- De transmission line kast
- De karlsonkast